# Brezina (kraj koszycki)
Brezina – wieś (obec) na Słowacji położona w kraju koszyckim, w powiecie Trebišov. Pierwsze wzmianki o miejscowości pochodzą z roku 1300. 
Według danych z dnia 31 grudnia 2012, wieś zamieszkiwało 705 osób, w tym 342 kobiety i 363 mężczyzn.
W 2001 roku rozkład populacji względem narodowości i przynależności etnicznej wyglądał następująco:
- Słowacy – 86,18%
- Romowie – 7,69%
- Rusini – 0,14%
- Węgrzy – 0,43%

Ze względu na wyznawaną religię struktura mieszkańców kształtowała się w 2001 roku następująco:
- Katolicy rzymscy – 24,36%
- Grekokatolicy – 51,28%
- Prawosławni – 11,4%
- Ateiści – 0,57%
- Nie podano – 4,7%